# Brigid Berlin
Brigid Berlin alias Brigid Polk (* 6. September 1939 in New York City; † 17. Juli 2020 ebenda) war eine US-amerikanische Künstlerin, Schauspielerin und ein Andy-Warhol-Superstar.

## Leben
Brigid wuchs mit zwei Schwestern in einer etablierten New Yorker Familie auf. Ihre Mutter Muriel (Johnson) „Honey“ Berlin war in der gesellschaftlichen Oberschicht Manhattans aktiv, ihr Vater Richard E. Berlin war 32 Jahre lang Vorsitzender des Hearst-Zeitungsimperiums. Mit prominenten Besucherinnen und Besuchern war sie schon als Kind vertraut, begann sich aber bald den Eltern zu verweigern. Ihre 1960 geschlossene Ehe scheiterte.
Brigid lernte Andy Warhol 1964 kennen und wurde Teil des Warholschen Universums. Ihr Spitzname „Polk“ bezog sich auf die Angewohnheit der stets übergewichtigen Brigid, sich und anderen Spritzen mit Drogencocktails aus Amphetaminen und Vitamin B zu setzen (im Englischen „to poke“), die als Appetitzügler frei erhältlich waren. Überdies war sie Warhols Inspiration zu seinem Schauspiel Pork, in dem er die unzähligen Telefongespräche zwischen Brigid und ihrer Mutter umsetzte.
Brigid Berlin war eine der wenigen „Superstars“, die bis zum Tod Warhols dem engeren Freundeskreis des exzentrischen Künstlers angehörten. Ab 1975 wurde sie seine ständige Mitarbeiterin in der Factory; Brigid wurde als die „Duchess“, deutsch „Herzogin“, in Warhols Crew betitelt. Der Name stammte von ihrer Rolle bei den „Mole People“, einer Gruppe von Männern und Frauen im Umkreis der Factory, die von ihr mit Drogen versorgt wurden. Sie arbeitete als Warhols Sekretärin und transkribierte seine unzähligen Interviews. Sie erschien in einigen der frühen Filme Andy Warhols, so zum Beispiel in dem Film Chelsea Girls, in dem sie einen minutenlangen Monolog hält, während sie sich in aller Seelenruhe eine Spritze setzt.
Eine Obsession war das kontinuierliche Fotografieren und die Tonbandaufnahmen von mehr oder weniger wichtigen Alltagssituationen. Sie zeichnete auch für die Liveaufnahme des The-Velvet-Underground-Albums Live at Max’s Kansas City verantwortlich, das sie komplett, inklusive Zuschauerreaktionen, auf einem billigen Kassettenrekorder mitschnitt. Daraus entstand eine der ersten vollständigen Bootlegs, Schwarzpressungen, der Plattenindustrie.
Ab 1975 bis zum Tod Warhols 1987 war sie redaktionell mitverantwortlich für sein Magazin Interview. Überdies sorgte sie mit ihren Off-Broadway „One Woman“ Performances und ihren sogenannten „Tittenbildern“ (tit paintings) für Aufsehen. Brigid Berlin hielt in der New Yorker St. Patrick’s Cathedral die Trauerrede für Andy Warhol. Sie starb im Juli 2020 im Alter von 80 Jahren in einem Krankenhaus in Manhattan, nachdem Gesundheitsprobleme sie jahrelang weitgehend ans Bett gefesselt hatten.

## Filmografie
- 1966: Chelsea Girls – Regie: Andy Warhol, Paul Morrissey
- 1967: Tub Girls – Regie: Andy Warhol
- 1967: Bike Boy – Regie: Andy Warhol
- 1967: The Nude Restaurant – Regie: Andy Warhol
- 1967: Imitation of Christ – Regie: Andy Warhol
- 1967: ★★★★ (Four Stars) – Regie: Andy Warhol
- 1968: The Loves of Ondine – Regie: Andy Warhol, Paul Morrissey
- 1971: (Andy Warhol’s) Women in Revolt – Regie: Paul Morrissey
- 1972: Ciao! Manhattan – Regie: John Palmer, David Weisman
- 1977: (Andy Warhol’s) Bad – Regie: Jed Johnson
- 1987: The Critical Years – Regie: Gérald L’Ecuyer
- 1994: Serial Mom – Warum läßt Mama das Morden nicht? (Serial Mom) – Regie: John Waters
- 1998: John Waters’ Pecker (Pecker) – Regie: John Waters
- 2008: The Feature – Regie: Michel Auder, Andrew Neel

Sonstiges:
- An der Kyra-Sedgwick-Filmbiografie Factory Girl von George Hickenlooper aus dem Jahr 2006 wirkte sie als Produktionsassistentin (Associate Producer) mit. Die Rolle der Brigid Polk im Film übernahm die Schauspielerin Tara Summers.